# Goese Polder

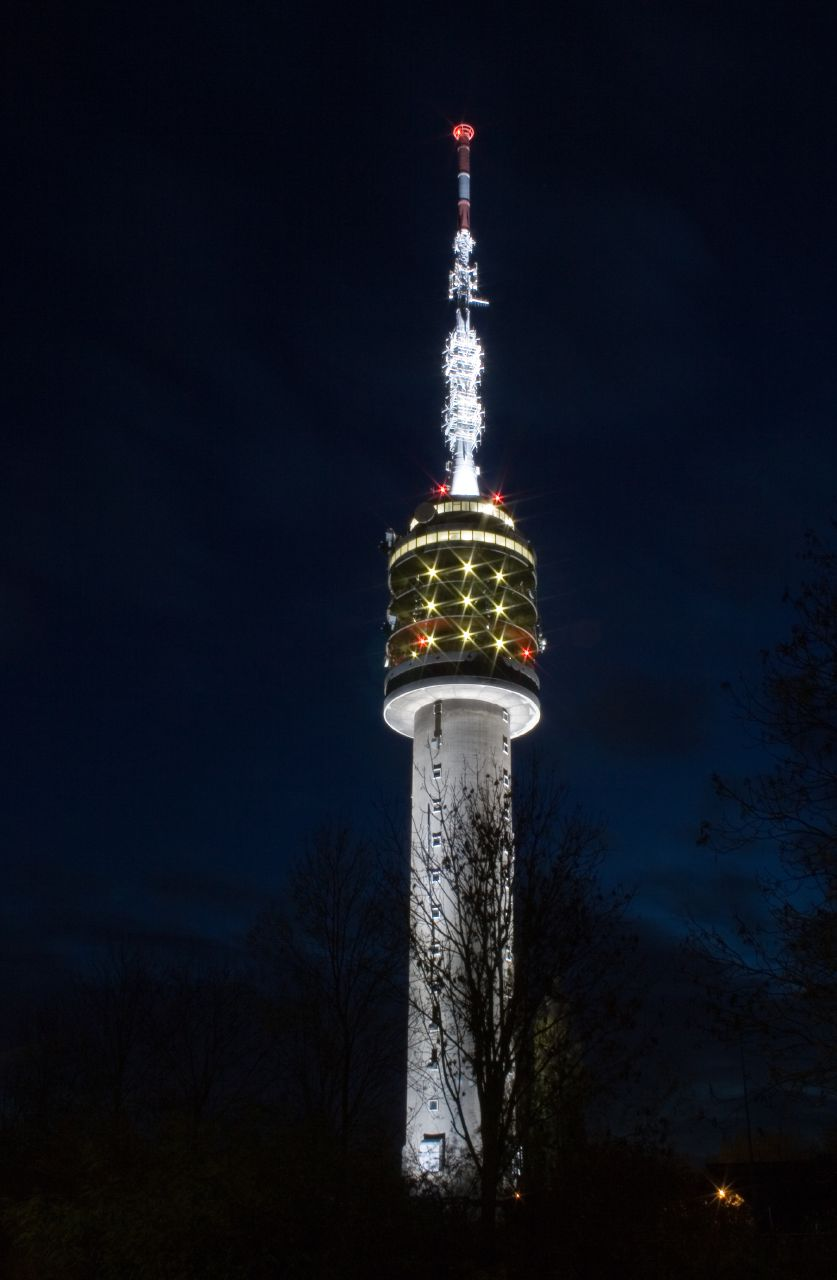
De tv-toren bij nacht.

Goese Polder, ook wel Goes Noord, is een wijk in aan de noordkant van Goes, in de Nederlandse provincie Zeeland. Het is een grote wijk, met zo'n 7000 inwoners en 2700 woningen. De wijk is gebouwd in de periode 1967-1990. Er is tamelijk veel groen in de wijk. Aan de oostkant grenst de wijk aan sportpark 't Schenge, waar zich behalve sportvelden ook een sportschool bevindt. De wijk bevindt zich geheel in de bijna gelijknamige polder.
In de wijk was aanvankelijk een groot aandeel aan huurwoningen, zo'n 80%, maar dit aandeel is later teruggebracht naar zo'n 50%.

## Voorzieningen
De wijk heeft een eigen winkelcentrum. Er zijn drie basisscholen (PC, RK en openbaar), die met een kinderopvang, een jongerencentrum en het wijkgebouw de brede school van de Goese Polder vormen. Er is een benzinepomp, een apotheek, een huisarts en een tandartsenpraktijk, een dierenarts en een praktijk voor fysiotherapie gevestigd in de wijk.
Prominent gebouw in Goese Polder is de tv-toren.